# Jordan Merle
Pas d'image ? Cliquez ici

a Compétitions nationales et continentales officielles uniquement.

b Matchs officiels uniquement.
Dernière mise à jour le 1 mars 2024.
Jordan Merle, né le 26 février 1988 à Bourgoin-Jallieu, est un joueur de rugby à XV jouant au poste de talonneur (1,80 m pour 95 kg).

## Clubs
Jordan Merle est formé au CS Bourgoin-Jallieu, avec qui il commence sa carrière en 2008,. En 2009-2010, il est prêté à l'US Oyonnax en tant que joker médical de Salim Tebani. Il est contraint de mettre un terme à sa carrière de joueur en 2012, à seulement 24 ans, après une blessure aux cervicales.

## Palmarès
- International -18 ans : 4 sélections en 2006 (Irlande, Écosse, Pays de Galles, Angleterre).
- International -19 ans : 
  - 2 sélections au tournoi 2007 (Pays de Galles, Angleterre).
  - 5 sélections au championnat du monde en Ulster (Écosse, Afrique du Sud, Australie, Samoa, Angleterre).
- International -20 ans : 1 sélection en 2008 (Italie).